# Крауниншилд, Бенджамин Уильямс
Бенджамин Уильямс Крауниншилд (англ. Benjamin Williams Crowninshield; 27 декабря 1772, Сейлем — 3 февраля 1851, Бостон) — американский государственный деятель, министр военно-морских сил США при президентах Джеймсе Мэдисоне и Джеймсе Монро.

## Биография
Бенджамин Уильямс Крауниншилд родился в Сейлеме в семье Джорджа Крауниншилда (1734—1815) и Мэри Крауниншилд, урождённой Дерби (1737—1813), которые поженились в 1757 году. Его отец был морским капитаном и купцом из семьи бостонской браминов Крауниншилдов.
Бенджамин Крауниншилд работал в семейном судоходном бизнесе Geo. Crowninshield & Sons, служил в море.
В 1811 году Крауниншилд был избран в Палату представителей Массачусетса как выдающийся благотворитель первого джерримандера. Перераспределение округа Эссекс на два отдельных сенатских округа штата привело к появлению термина «джерримандер», а Крауниншилд, который в прошлом году потерял место в Сенате объединённого округа Эссекс, был переведён в новый округ, специально созданный для того, чтобы отдавать предпочтение республиканцам перед федералистами. Крауниншилд получил своё место в Сенате всего с перевесом в 8 голосов, что более чем на 100 голосов меньше, чем у других кандидатов-республиканцев.
Однако Крауниншилд потерял своё место в Сенате штата в следующем году, когда Newburyport Herald напечатала редакционную карикатуру на мёртвый джерримандер и назвала его «главным скорбящим». В 1812 году был избран в сенат штата Массачусетс.
Крауниншилд стал министром военно-морских сил в январе 1815 года, должность, которую почти занял его брат Джейкоб Крауниншилд десятью годами ранее, и руководил переходом вооружённых сил к мирному времени в годы после Англо-американской войны. Это включало внедрение новой административной системы Совета морских комиссаров и строительство нескольких линейных кораблей, составляющих основу значительно усиленного военно-морского флота. Также курировал стратегию и военно-морскую политику во время Второй берберийской войны в 1815 году.
Покинув военно-морское ведомство в 1818 году, Крауниншилд вернулся к бизнесу и политике в Массачусетсе, преуспев в обоих. В дополнение к тому, что он проработал ещё два срока в Палате представителей Массачусетса, он также был избран на четыре срока в Конгресс Соединённых Штатов с 1823 по 1831 год.
Был похоронен на кладбище Маунт-Оберн в Кембридже.

## Семья
1 января 1804 года Бенджамин Уильямс Крауниншилд женился на Мэри Бордман (1778—1840), дочери Фрэнсиса Бордмана (1747—1792) и Мэри Ходжес (1752—1828). Их дети:
- Элизабет Бордман (1804—1884), вышла замуж за Уильяма Маунтфорда (1816—1885).
- Мэри (1806—1893), вышла замуж за Чарльза Миффлина (1805—1875).
- Фрэнсис Бордман (1809—1877)
- Джордж Каспар (1812—1857), женился на Гарриет Сирс (1809—1873), дочери .
- Энни (1815—1905), вышла замуж за врача Джонатана Мейсона Уоррена (1811—1867).
- Эдвард Огастас (1817—1859)

Среди его потомков: правнук министр военно-морских сил США Чарльз Фрэнсис Адамс III, праправнук социолог Джордж Каспар Хоманс и прапраправнук журналист Бен Брэдли.

## Память
В его честь был назван эсминец ВМС США USS Crowninshield.